# Boris Tabacof
Boris Tabacof (Salvador, 28 de julho de 1929 - 15 de junho de 2021) foi um empresário e engenheiro brasileiro que foi preso durante o governo de Getúlio Vargas devido o seu envolvimento com o comunismo no Brasil.

## Militância e prisão
Nascido na Bahia, filho de judeus imigrantes russos, Tabacof estava cursando o primeiro ano de engenharia na Escola Politécnica da Bahia quando iniciou sua militância ainda jovem, aos 17 anos, no Partido Comunista do Brasil (PCB), em seu próprio estado, tornando-se dirigente do Comitê Estadual do partido. Ele apoiava um grupo de militares comunistas e nacionalistas que atuavam dentro das Forças Armadas. Devido ao seu envolvimento, foi preso em 20 de outubro de 1952 enquanto estava num ônibus, junto de outro civil e mais 28 militares, todos presos, e foi confinado no Forte do Barbalho, em Salvador, permanecendo preso por 400 dias, até o final de 1953, quando um habeas corpus permitiu que respondesse pelo processo em liberdade. Durante sua prisão foi torturado e privado de sono sob ameaça de uma baioneta. Saiu do PCB em 1956, após as revelações dos crimes cometidos por Josef Stálin.
Tabacof tornou pública a sua prisão e a tortura sofrida somente em novembro de 2013, quando fez seu depoimento para a Comissão Nacional da Verdade (CNV), sendo o primeiro caso registrado pela comissão em período ocorrido fora da Ditadura Militar.

## Vida após prisão
Tabacof foi Chefe da Casa Civil e depois secretário da Fazenda da Bahia nos governos de Lomanto Júnior e Luiz Vianna Filho, entre 195 e 1970. Foi professor da Faculdade de Ciências Econômicas da Universidade Católica de Salvador. No início dos anos 1970 foi contratado pelo Banco Safra, sendo responsável pela expansão e consolidação do banco no mercado financeiro. Em 1975 passou a trabalhar para empresas do Grupo Suzano. Presidiu o Banco do Estado de São Paulo (Banespa) entre 1988 e 1989, e logo após retornou ao Grupo Suzano, onde preside o Conselho de Administração da empresa.